# Nemška akademija znanosti Leopoldina
Nemška akademija znanosti Leopoldina (izvirno nemško Leopoldina Deutsche Akademie der Wissenschaften) je nacionalna akademija znanosti s sedežem v Halleju. Ustanovljena je bila leta 1652 v Schweinfurtu, zaradi česar je Leopoldina najstarejše delujoče strokovno združenje na svetu. 

## Osebnosti
- seznam predsednikov Nemške akademije znanosti Leopoldina
- seznam članov Nemške akademije znanosti Leopoldina